# Governació de Nova Toledo
La Governació de Nova Toledo (en castellà: Gobernación de Nueva Toledo) va ser una de les quatre divisions administratives creades en Amèrica del Sud per l'emperador Carles V després de la reforma del 1534, que veia a reemplaçar les dues governacions creades per la Capitulació de Toledo el 1529 per a Francisco Pizarro i Simón de Alcazaba i Sotomayor. La Governació de Nova Toledo va ser creada per a Diego de Almagro que no havia resultat afavorit en l'anterior repartiment. La reeal cèdula va ser signada el 21 maig 1534 i atorgava a Diego de Almagro una franja de 200 llegües en direcció nord-sud que començaven aproximadament en el paral·lel 14°S, prop de Pisco, i que corresponia al límit sud de la Governació de Nova Castella atorgada a Pizarro, la qual començava als 1° 20′ N a la boca del riu Santiago i s'estenia per 270 llegües cap al sud pel meridià d'aquest lloc.
La governació tenia com a límit oriental a la línia del Tractat de Tordesillas, que pels castellans es trobava als 46° 37′ O, de manera que se li atorgava un petit tros de costa a l'oceà Atlàntic. Limitava pel sud amb la Governació de Nova Andalusia atorgada a Pedro de Mendoza, una mica al sud de Taltal als 25° 31′ S. A l'occident limitava amb l'oceà Pacífic. Al moment d'assabentar de la creació de la governació Diego de Almagro es dirigia a Cusco a prendre possessió del càrrec de tinent governador d'aquesta ciutat, pel qual havia estat nomenat.

## La guerra civil entre elsconquistadoresdel Perú
El 1535 Almagro inicià una expedició cap al sud (actual Xile) recorrent per dos anys la seva governació a la recerca de riqueses, però mai no les va trobar, sinó que descobrí terres estèrils, deserts i l'hostilitat dels seus habitants. És per això que Almagro i el seu exèrcit van tornar al Perú el 1537 i ocupà la ciutat del Cuzco, perquè considerava que Cuzco pertanyia a la seva governació. Resultà victoriós a la batalla d'Abancay el 12 juny de 1537, i feu presoners a Hernando i Gonzalo Pizarro.
Tots dos bàndols tornen a enfrontar-se en la batalla de les Salines (1538), prop de Cuzco, però els almagristas van ser derrotats i Diego de Almagro va ser processat, condemnat a mort i executat per Hernando Pizarro a la Plaça Major de Cusco el 8 de juliol de 1538. Després de la mort d'Almagro Pizarro va autoritzar a Pedro de Valdivia, a qui va nomenar Tinent governador, per conquerir i poblar Xile. No obstant això els partidaris d'Almagro es van agrupar al voltant del seu fill, Almagro el Mosso, i sota el comandament de Juan de Rada entraren a la residència de Francisco Pizarro a Lima i l'assassinaren el 26 de juny de 1541. Com a conseqüència de la guerra civil entre els conqueridors l'emperador Carles V va crear el Virregnat del Perú per la Reial cèdula signada a Barcelona el 20 de novembre de 1542, un cop finalitzada la Conquesta del Perú realitzada per les tropes de Francisco Pizarro. El virregnat s'establí sobre la base dels territoris de les governacions de Nova Castella i de Nova Toledo, posant fi a l'existència jurídica d'ambdues.